# Одельськ

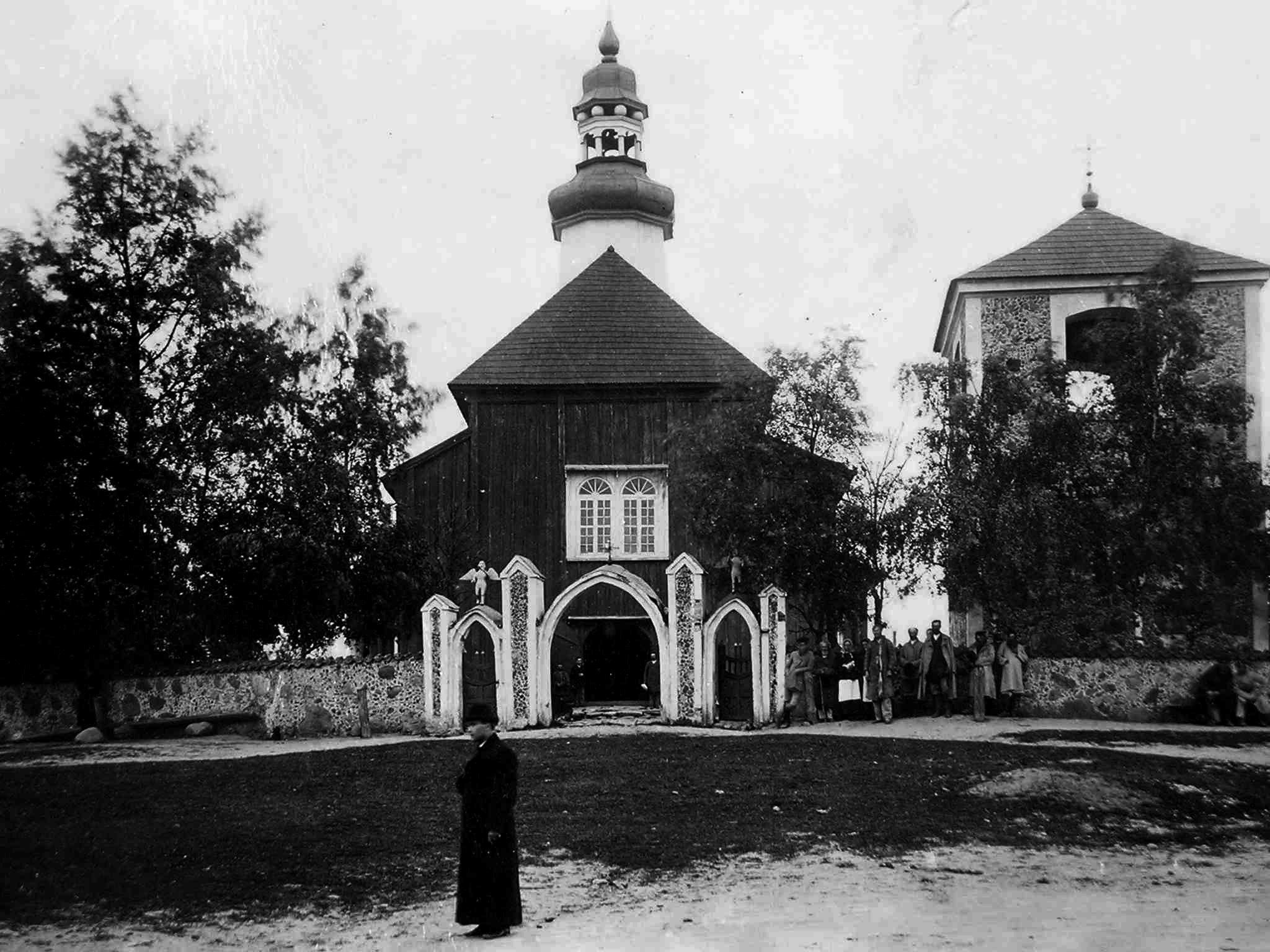
храм Вознесіння Діви Марії на фото початку XX століття

Одельськ (біл. Адэльск) — село у Гродненській області Білорусі.
У селі мешкає 661 особа (2010).

## Назва
Топонім «Одельськ» має балтійське походження і утворився від назви річки Одли, притоки Свіслочи.

## Історія
Вперше згадується як містечко в XV столітті. У 1490 році був побудований перший костел. У XVIII столітті в Одельску була побудована дерев'яна синагога. У першій половині XVIII століття побудований дерев'яний храм Вознесіння Діви Марії, що зберігся до наших днів і є головною пам'яткою села.
З 1795 по 1807 рік Одельськ входив до складу Пруссії, а потім відійшов до Російської імперії, де отримав права заштатного міста Сокольського повіту Гродненської губернії. За даними перепису 1897 року в місті проживало 1462 особи. З них поляки — 83 %; євреї — 16 %.
З 1920 по 1939 рік Одельск входив до складу Польщі. У 1933 році він втратив статус міста і став селом.